# Joseph Addison

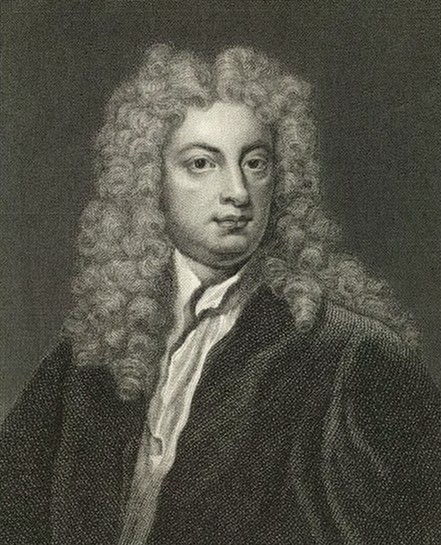
Joseph Addison

Joseph Addison (* 1. Mai 1672 in Milston, Wiltshire; † 17. Juni 1719 in Kensington) war ein englischer Dichter, Politiker und Journalist in der Frühzeit der Aufklärung.

## Leben
Joseph Addison war der Sohn von Lancelot Addison, dem Dekan der Kathedrale von Lichfield. Nach erstem Schulbesuch in seiner Heimatstadt besuchte er die Charterhouse School in London. Dort befreundete er sich mit dem späteren Schriftsteller Sir Richard Steele. Anschließend studierte Addison an der Universität Oxford. 1699 beendete er erfolgreich sein Studium und noch im selben Jahr gründete er mit Freunden in London den Kit-Cat-Klub.
Ende 1699 begann Addison seine Grand Tour die ihn vier Jahre lang durch Italien und Frankreich führte. Erst 1703 kehrte er nach England zurück. Er ließ sich in oder bei London als Schriftsteller nieder. Seine Mitgliedschaft im Kit-Kat-Club, dem nahezu alle einflussreichen Whigs angehörten, begünstigte Addisons politische Laufbahn im Dienste der Whig-Regierung, die ihm verschiedene hohe Ämter einbrachte. So war seine Bewerbung um ein politisches Amt 1706 mit der Ernennung zum Unterstaatssekretär erfolgreich. Drei Jahre später avancierte er zum Sekretär von Lord Wharton und begleitete diesen nach Irland als Gouverneurssekretär. Bereits 1708 ernannte man Addison zum Mitglied des Parlaments und dies blieb er bis an sein Lebensende.
Als eleganter Latinist nach seiner Ausbildung in Oxford fand Addison schon relativ früh Zugang zu den Zirkeln der professionellen Literaten in London. Sein vornehmer Charakter, seine Umgänglichkeit und seine allseits geschätzten Gesprächsfertigkeiten förderten nicht nur seine politische Karriere, sondern machten ihn ebenfalls zum Mittelpunkt eines literarischen Kreises, der seinen Schulfreund Steele einschloss. Auch mit Alexander Pope und Jonathan Swift gab es Berührungen, soweit die politischen Auffassungen nicht im Widerspruch standen.
1707 schrieb Addison als Reaktion auf den in Mode stehenden italienischen Operntexten das Libretto für eine Oper namens „Rosamond“, die zunächst von Thomas Clayton vertont und am 15. März 1707 ohne Erfolg uraufgeführt wurde. Addison schrieb danach kein Libretto mehr –, allerdings erhielt eine spätere Vertonung von Thomas Arne im Jahre 1733 Beifall.
Die Anfänge der journalistischen Tätigkeit Addisons in The Whig examiner 1710 waren politisch begründet. Zusammen mit Steele gründete Addison 1709 die literarisch-moralische Wochenschrift „Tatler“, die als eine der ersten wöchentlichen Zeitschriften gilt und Addison zu seiner Statur als Essayist verhalf. Als 1711 diese ihr Erscheinen einstellte, gründeten die beiden noch im selben Jahr die Zeitung „The Spectator“. Die erste Ausgabe erschien am 1. März 1711, die letzte am 6. Dezember. Zu den Autoren gehörten unter anderem auch die Schriftsteller Alexander Pope und Jonathan Swift. Vor allem durch Addisons Beiträge im Tatler nahm der Essay ungeachtet der Beiträge Steeles seine für das 18. Jahrhundert verbindliche Form an. Auch im Spectator spielte Addison im Hinblick auf die Anzahl und Bedeutung der Beiträge die dominantere Rolle.  Die dritte Zeitungsgründung war 1713 „The Guardian“ (nicht zu verwechseln mit der 1821 gegründeten und noch heute bestehenden britischen Tageszeitung „The Guardian“).
Als 1713 Addison sein Drama Cato veröffentlichte, inspirierte er damit Johann Christoph Gottsched, der dann 1732 seine Tragödie Sterbender Cato publizierte. Im Alter von 47 Jahren starb Joseph Addison im Holland House in Kensington. Seine letzte Ruhestätte fand er in der Westminster Abbey.

## Werke
- The christian poet (1728)
- Cato (1713)
- The drummer or the haunted-house (1716)
- The resurrection (1718)

Übersetzung
- The Works of Petronius Arbiter (erschien 1736 posthum)